# 忠臣蔵狂詩曲No.5 中村仲蔵 出世階段
『忠臣蔵狂詩曲No.5 中村仲蔵 出世階段』（ちゅうしんぐらラプソディー だいごばん なかむらなかぞう しゅっせのきざはし）は、2021年12月4日と11日にNHK BSプレミアム・NHK BS4Kで放送されたテレビドラマ。全2回。
2022年12月10日と12月17日に1話38分×5話に再構成したものが地上波の総合テレビで放送される。
厳しい階級制度で縛られた江戸時代中期の歌舞伎界において、貧困やいじめに遭いながらも、裸一貫から這い上がりスターの座を掴み取った歌舞伎役者の初代 中村仲蔵の出世物語を歌舞伎演目『仮名手本忠臣蔵』を軸にドラマ化する。脚本・演出は源孝志、主演は中村勘九郎。

## キャスト
初代 中村仲蔵（中村中蔵）
演 - 中村勘九郎
歌舞伎役者。
お岸
演 - 上白石萌音
仲蔵の妻。
初代 市川染五郎（瀬川錦次）
演 - 中村七之助
歌舞伎役者。
吉川仁左衛門
演 - 谷原章介
呉服屋の主人。
志賀山お俊
演 - 若村麻由美
仲蔵の義母であり、志賀山流の師匠。
初代 尾上菊五郎
演 - 尾上松也
歌舞伎役者であり、仲蔵の先輩。
二代目 市川八百蔵（中村傳蔵）
演 - 大東駿介
歌舞伎役者であり、仲蔵の弟弟子。
二代目 中村傳九郎
演 - 高嶋政宏
歌舞伎役者であり、仲蔵の師匠。
中村任三郎
演 - 山西惇
歌舞伎役者。江戸歌舞伎の最下層「稲荷町」の頭。
中村助五郎
演 - 波岡一喜
歌舞伎役者。
大石内蔵助
演 - 本田博太郎
播磨国赤穂藩の筆頭家老。
お松
演 - 名取裕子
蕎麦屋「十六屋」の女将。
中村直團次
演 - 笹野高史
歌舞伎役者。
三代目 瀬川菊之丞
演 - 中村鶴松
歌舞伎役者。
杵屋喜三郎
演 - 澤村國久
歌舞伎役者。
中山小十郎
演 - 渡邉雅宏
歌舞伎役者。
中村傳之助
演 - 浅田祐二
歌舞伎役者。
杵屋喜三郎
演 - 佐渡山順久
三味線方。
お駒
演 - まつむら眞弓
成兵衛
演 - 谷口高史
音吉
演 - 井之上チャル
コン太夫
演 - 石橋蓮司
仲蔵のピンチを救う謎の男。
鵜蔵
演 - 吉田鋼太郎
「十六屋」に間借りするかわら版屋。
金井三笑
演 - 段田安則
狂言作者。
謎の侍
演 - 藤原竜也
苛められていた仲蔵を助けた侍。
四代目 市川團十郎（二代目 松本幸四郎）
演 - 市村正親
歌舞伎役者。

## スタッフ
- 脚本・演出 - 源孝志
- 原案 - 『月雪花寝物語』、『手前味噌』
- 音楽 - 阿部海太郎
- 制作統括 - 宮坂佳代子（NHK）、伊藤純（NHKエンタープライズ）、八巻薫（オッティモ）
- プロデューサー - 川崎直子（NHKエンタープライズ）、八木康夫（オッティモ）、森井敦（東映京都撮影所）
- 時代考証 - 大石学
- 江戸歌舞伎考証 - 吉田弥生
- 江戸歌舞伎指導 - 石橋健一郎
- 立師 / 所作指導 - 中村いてう
- 長唄監修 - 鳥羽屋三右衛門
- 囃子監修 - 田中傳左衛門
- 料理監修 - 大原千鶴
- 和楽監修 - 中本敏弘
- 端唄指導 - 重森三果
- 殺陣指導 - 清家三彦
- 振付 - 中村梅彌
- 史料抄訳 - 大石こずえ
- 題字 - シマダタモツ、藤澤勇佑
- 撮影 - 朝倉義人
- 技術 - 近藤将司
- 照明 - 山中秋男
- 音声 - 南德昭、渡辺美枝
- 記録 - 山下佳菜
- 取材 - 西山太郎
- 制作担当 - 谷敷裕也
- 編集 - 小泉圭司
- 映像技術 - 仁科丈治
- 美術 - 小出憲
- 装飾 - 三木雅彦
- 衣裳 - 大塚満
- メイク - 山下みどり
- 結髮 - 松浦真理
- VFX - 佐々木宏
- 音響効果 - 栗山伸彦
- 歌舞伎制作協力 - 松竹
- 撮影協力 - 東映太秦映画村

## 放送日程

### BSプレミアム
1. 2021年12月4日 21:00-22:30 前編
2. 2021年12月11日 21:00-22:30 後編

### 総合テレビ
全5話に再編集
1. 2022年12月10日 16:40-17:20 芸海嵐船出（げいのうみあらしのふなで）
2. 同日17:20-18:00 良妻開運岸（りょうさいかいうんのきし）
3. 2022年12月17日 16:00-16:40 人殺嬲地獄（ひとごろしなぶりのじごく）
4. 同日16:40-17:20 出世街道鬼関扉（しゅっせかいどうおにのせきのと）
5. 同日17:20-18:00 最終話　惠俄雨出世花道（めぐみのあめしゅっせのはなみち）

## 受賞
第77回文化庁芸術祭大賞（2022年）